# Leonile
Die Leonile (auch Bendi, Liangel, Langel, Langeel) ist eine Wurf- und Schlagwaffe der australischen Aborigines, die in den Provinzen Victoria, New South Wales und Queensland benutzt wird.

## Geschichte
Die Leonile wurde von den Aborigines als Jagd- und Kriegswaffe entwickelt. Sie gehört zu den weniger bekannten Keulenarten.

## Beschreibung
Die Leonile ist aus Hartholz gefertigt. Verwendung finden Australische Kastanie (Castanospermum australe) und Eukalypten-Arten. Eine Härtung erfolgt durch heiße Asche.
Sie läuft vom Heft aus breiter werdend, bis zu einer Stelle, an der die Leonile rechtwinklig oder im stumpfen Winkel nach oben abbiegt. Zu der Spitze hin wird das Blatt schmaler. Am Griffende ist sie oft angespitzt und am Schlagkopfende rundlich. Das Schlagblatt ist glatt bearbeitet und die Ränder sind schmal und scharf geschliffen. Die Leonile ist etwa 71 cm lang und etwa 29 cm breit, auch größere Keulen sind bekannt. 
Die Form ist die einer Sichelkeule, die Spitze ähnelt einer Schnabelkeule wie sie auch in Neukaledonien vorkommt.

## Einsatz und Gegenwehr
Die Leonile wurde im Nahkampf eingesetzt. Die höchste Schlagwirkung hat sie am runden Ende des Schlagkopfes. Ein Angreifer konnte dabei noch im letzten Moment vom breiteren Schlagkopf (als Holzschwert) zur Spitze (als Pickelaxt) drehen.
Als Schutz diente ein kleiner linkshändig getragener Schild, der Mulga genannt wurde.

## Namen und Verbreitung
Die Leonile ist unter verschiedenen Namen und Dialekten bekannt, die verbreitetsten sind:
- Leonile oder Langeel: in Victoria;
- Darn-de-wan: in South Gippsland;
- Coupon: in New South Wales, Port Macquarie, Bellinger River, Clarence River, Tweed River District;
- Buccan: in Moreton, Wide Bay;
- Bendi: in Herbert River District.[3]